# Aleksandra Mirosław
Aleksandra Mirosław (n. 2 februarie 1994, Lublin, Polonia) este o sportivă ce a reprezentat Polonia, medaliată olimpică. A participat la 2 ediții ale Jocurilor Olimpice (2020, 2024) în care a câștigat o medalie de aur.